# Hozelské slaniská
Hozelské slaniská este o arie protejată (arie specială de conservare — SAC, sit de importanță comunitară — SCI) din Slovacia întinsă pe o suprafață de 45,5 ha, integral pe uscat.

## Localizare
Centrul sitului Hozelské slaniská este situat la coordonatele 49°01′18″N 20°20′53″E / 49.021585°N 20.348087°E.

## Înființare
Situl Hozelské slaniská a fost declarat sit de importanță comunitară în aprilie 2004.

## Biodiversitate
Situată în ecoregiunea alpină, aria protejată conține 5 habitate naturale: Pășuni continentale udate de apa mării, Pajiști uscate seminaturale și facies de acoperire cu tufișuri pe substraturi calcaroase (Festuco-Brometalia) (* situri importante pentru orhidee), Liziere de ierburi înalte hidrofile de câmpie și de nivel montan până la alpin, Fânețe de joasă altitudine (Alopecurus pratensis, Sanguisorba officinalis), Mlaștini alcaline.
La baza desemnării sitului se află o specie protejată de  nevertebrate: Vertigo angustior.
Pe lângă speciile protejate, pe teritoriul sitului au mai fost identificate 5 specii de plante, 1 specie de amfibieni, 2 specii de mamifere, 1 specie de nevertebrate, 1 specie de reptile.